# إدوارد بيكر لينكون
إدوارد بيكر لينكون (بالإنكليزية:Edward Baker Lincoln) هو الابن الثاني للابراهام لينكون وماري تود لينكون، كان يلقب «إدي» لينكولن (1 فبراير 1850 10 مارس 1846). سمي على اسم صديق لينكون إدوارد ديكنسون بيكر، تستخدم دائرة الحدائق الوطنية اسم «إدي» على شاهدة قبره.